# 弗龙特纳克站
弗龙特纳克站（法語：Station Frontenac，發音：[fʁɔ̃tnak]）位於加拿大魁北克省蒙特利爾市市中心瑪利城區，是蒙特利爾地鐵1號線的車站。弗龙特纳克站以旧新法兰西总督路易·德·比阿德·德·弗龙特纳克命名。

## 外部連結
- （法文）（英文）蒙特利爾交通局：弗龙特纳克站 （页面存档备份，存于）（英文） （页面存档备份，存于）
- （法文）（英文）：弗龙特纳克站 （页面存档备份，存于）（英文） （页面存档备份，存于），含有弗龙特纳克站的資訊、歷史、車站結構與藝術品資料。